# Överås
Överås är en byggnad vid Danska vägen i stadsdelen Bö i Göteborg. Den uppfördes år 1861 av James Dickson d.y..

## Historia
Överås i Sävedals härad utgjorde länge, tillsammans med Wilhelmsberg, en del av Underås. Ståthållaren på Älvsborgs slott, Erik Stenbock innehade 1586 både Underås och Överås. Efter att denne gått i landsflykt, indrogs godset men återfördes 1619 till hans son Gustaf Stenbock och hörde dit ännu 1680. Kung Karl XI förlänade 1685 Underås och Överås till Johan Carlberg, kyrkoherde i Göteborgs domkyrka. År 1701 övergick hemmanen till Carlbergs änka, och efter hennes död 1719 ärvdes Överås av sonen Johan Eberhard Carlberg i Stockholm. Omkring år 1730 köptes både Överås och Underås av köpmannen Erik Nissen från Hamburg för 2 300 daler silvermynt. Han anlade det som blev känd som Nissens trädgård, vilken besöktes av Carl von Linné 1746 på dennes Västgötaresa. Linné skriver; "Juli 11, Nissens trädgård låg utom staden, artigt på Holländska sättet anlagd, med grafvar, hvaruti rinnande vatten lopp genom trädgården, med vackra häckar af hvit bok eller charme samt med ett litet orangeritrie. Svanor lågo uti vattengrakten, krithvita med sina långa halsar. Anas facie nuda papillosa — alle voro de hvita, alle små, alle luktade som moschus (mysk)."
Efter Nissens död 1750 testamenterades Överås och Underås till hans dotter Katarina Maria, gift med handelsman Harder Matsen. När Matsen blev änkling, blev dottern Dototea Elisabeth Matsen ägare till de båda hemmanen genom sitt äktenskap med handelsmannen Gustaf Bernhard Santesson, stamfader till den framstående Örgrytesläkten Santesson. Grosshandlare Santesson sålde 1787 Underås och Överås till sin svåger, kungliga sekreteraren Hellström, men hemmanen återgick under 1790-talet till änkan Santesson.  
Ett mantal Överås brukades av Underås 1802-1869; 7/16 av Underås 1869-1874; 7/96 av grosshandlare Julius Lundström 1869-1881; 47/96 av J.J. Dickson 1869-1902; 7/16 av grosshandlare C.D. Lundström 1874-1901; 7/96 av fru Elise Sirenius 1884-1890 samt 7/96 av grosshandlare Gustaf Kollberg 1890-.
Det var James Dickson d.y. som anlade trapporna på Valåsbergets norra sida, som med sina 200 steg leder upp till bergets krön. Dickson anlade också en trottoar längs Danska vägen, från Överåsgränsen vid Lunds led till Underås bro. Det sägs att det var överenskommet mellan Dickson och grannen Lindström på Wilhelmsberg att de tillsammans skulle bekosta stensättningen av trottoaren. Men så reste Lindström bort vid ett tillfälle, och när han kom hem var trottoaren både färdig och betald. Lindström blev grinig över detta och använde sig därefter aldrig av trottoaren, utan gick alltid ute på körbanan, oavsett väglag.

## Etymologi
Överås förekommer tidigast år 1586 i formen Öffrås, därefter Öfverås 1777. Namnet i motsats till Underås och i förhållande till det närliggande Valåsberget även Överåsberget.

## Överås slott
På platsen för det nuvarande huset låg tidigare en rödmålad tvåvåningslänga av furutimmer med korsvirke, uppfört på 1770-talet.James Dickson d.y. lät 1861 uppföra ett exklusivt bostadshus på egendomen Överås. Robert Dickson som senare fått överta egendomen styckade den 1906 för Örgryte trädgårdsstad. Byggnaden ligger vid Danska vägen 20 och ombyggdes 1923 för Metodistkyrkans teologiska seminarium.och sedan den 16 februari 1924 och fram till 2007 utbildades där pastorer.Metodistkyrkans pastorsutbildning bedrevs därefter, från 2008 och fram till sammanslagningen 2011 och bildandet av Equmeniakyrkan, gemensamt med Svenska baptistsamfundet och Svenska missionskyrkan vid Teologiska högskolan i Stockholm. Fastigheten såldes under 2017 till Wallenstam, som planerar att bygga till flyglar och skapa ett äldreboende på platsen. Gothia Akademi, som arrangerar coach- och ledarskapsutbildningar, har haft kontor på Överås sedan 2010. I samband med Wallenstams köp tog Gothia Akademi över majoriteten av ytorna för sin utbildningsverksamhet.. Genom Överås Slott AB hyrs stora delar av entréplan ut för bröllopsfester och andra viktiga livshändelser. Det är det enda slott i Västsverige där det är möjligt att bara hyra lokalen och själv ordna mat och dryck.

## Grindvaktstuga
År 1854 fick Edelsvärd i uppdrag av Dickson att bygga en grindvaktstuga. På 1930-talet flyttades stugan till Köpstadsö, där den kom att byggas om.

## Överås fruktodlingar
Under ett par decennier lät James Dickson d.y. forsla upp matjord till en trädgårdsanläggning kring huvudbyggnaden, men också uppe på Valåsberget. Ansvarig för skötseln blev trädgårdsdirektör Blomberg som även fick en direktörbostad uppförd på den tomt där den tidigare klockarebostaden stått, med nuvarande adress Danska vägen 16. Trädgårdsmästarebostaden ritades av Adolf W. Edelsvärd och uppfördes år 1852. Byggnaden, uppförd i trä, hade takpapp, som då var ett helt nytt material. I ena sidobyggnaden inrymdes ett orangeri.
Växthus uppfördes 1864-1865 mellan Danska vägen och Delsjöbäcken, där varje växthus inrättades så att fruktslaget skulle kunna skötas på sitt naturliga växtsätt. Alla fruktträden växte utan omplantering i samma kruka under ett tjugotal år och fick sin gödning endast uppifrån. Året runt odlades här päron, ananas, jordgubbar (King Seadling), äpplen, druvor (Black Hamburg, Alicante, Gross Collman, Muscat, Alexander med flera), persikor och fikon samt olika blommor.Vid trädgårdsutställningen i Wien i oktober 1873 vann trädgårdsprodukterna från Överås Verdienstmedaljen för "... utmärkta frukter och druvor".

## Svarta damen på Överås
Det finns en skröna om ett spöke på Överås. Den har återberättats av Åke Ohlmarks och även analyserats i boken Kvinnliga vålnader - parapsykologiska fenomen av Alice Radomska.

## Överås Parkväg
Överås Parkväg är ett bostadsområde i Överås med enfamiljshus som uppfördes 1977-79. Marken såldes 1974 av Metodistkyrkan i Norden till Anders Diös. Arkitekt var Semrén Arkitektkontor och byggmästare Anders Diös som här byggde arton hus med cirka 200 kvadratmeter våningsyta samt 100 kvadratmeter källare. Priset för husen 1979 i grundutförande var 870 000 kronor. Området ligger inom 150 meter, nordost om byggnaden Överås.

## Överåsparken
Överåsparken, även kallad Engelska parken, anlades på 1860-talet och var förr familjen Dicksons grönområde. I parken finns promenadvägar med utsikt över södra Göteborg. En del träd är kvar från tiden då parken anlades.